# Medea (mitología)

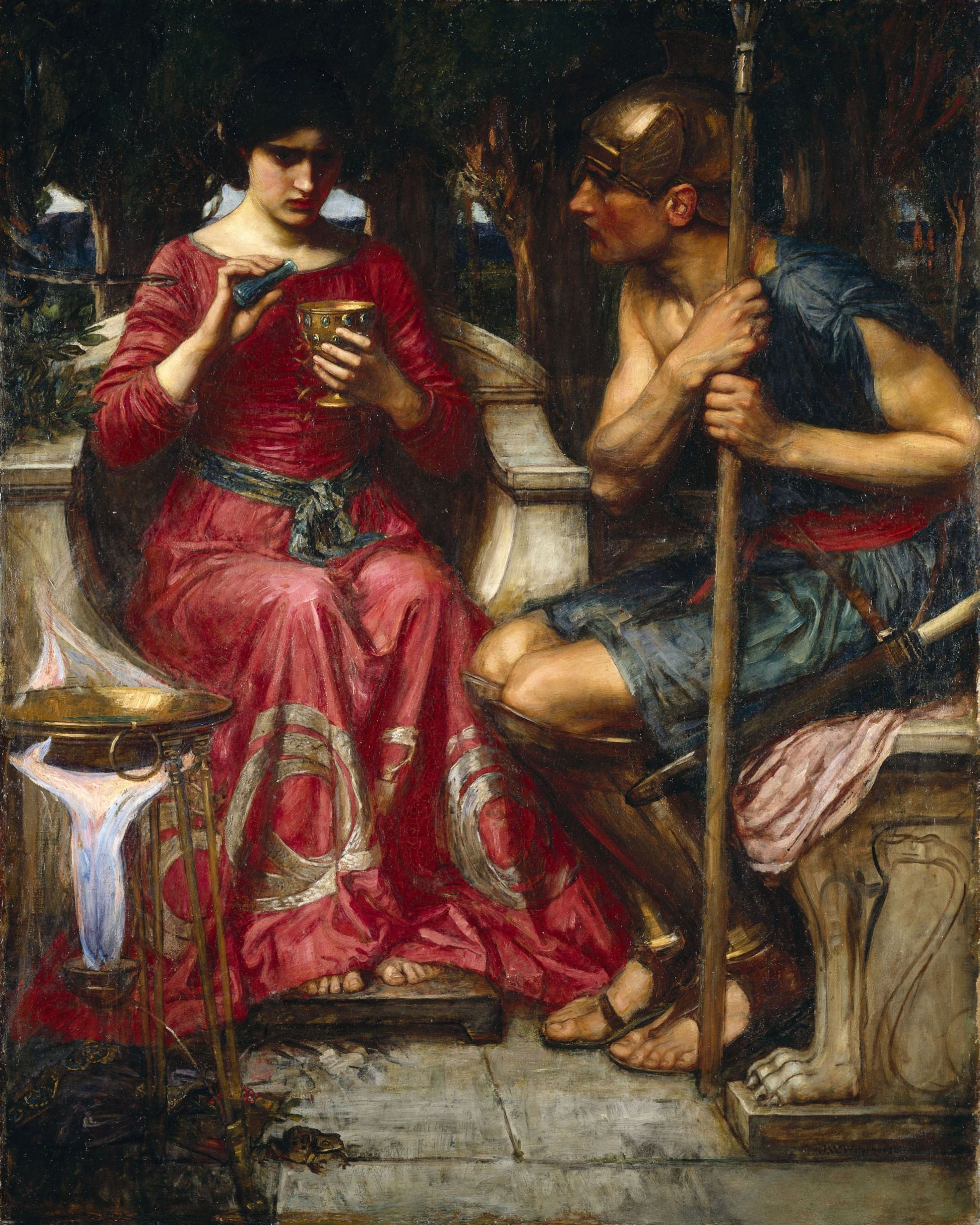
Medea y Jasón de John William Waterhouse

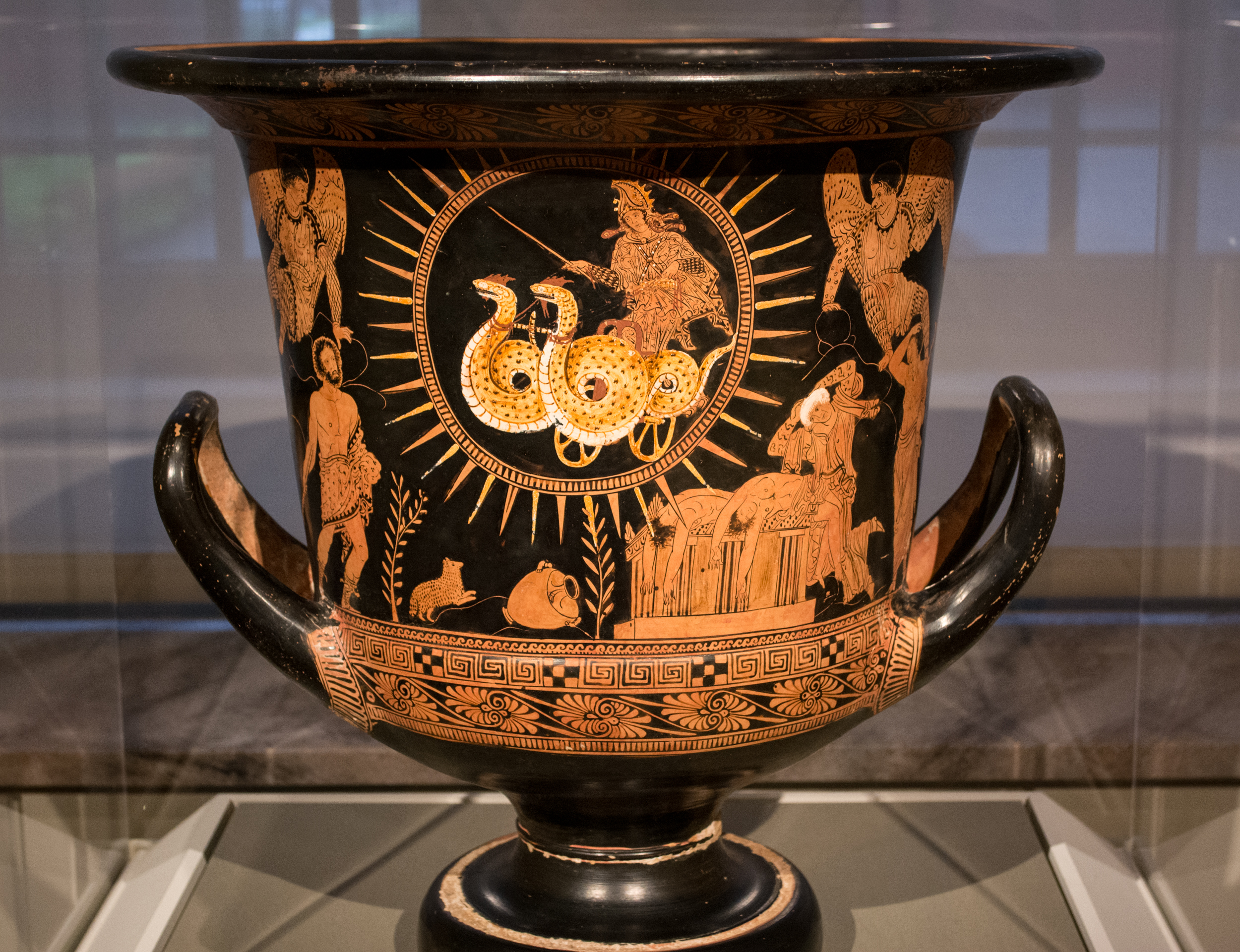
Esta es una crátera de Cáliz de figuras rojas, atribuida al pintor de Policoro y datada hacia el 400 a. C. Se conserva en el Museo de Arte de Cleveland.
La escena representada en este vaso nos remite directamente al final de la tragedia Medea escrita por Eurípides. Medea, tras haber asesinado a sus hijos aparece en un carro tirado por serpientes aladas que le ha otorgado su abuelo, el Sol y en el que va a huir a Atenas. En el centro del vaso vemos, en el aire, el carro de serpientes aladas en el que está montada Medea, vestida con ropas orientalizantes y gorro frigio, simbolizando su nacionalidad extranjera. El carro está enmarcado en un círculo con rayos, que remite al Sol, el abuelo de Medea y quien le dio el carro. Abajo, sobre una especie de altar a la derecha reposan tendidos los cadáveres de sus dos hijos. Una mujer mayor, por su cabello blanco, está al lado de los cuerpos y se lleva las manos a la cabeza en señal de desolación. Tiene los brazos moteados, por lo que probablemente se trate de alguna sirvienta también extranjera, como Medea. Al lado de esta, otro personaje, masculino, también observa la escena y se lleva las manos a la cabeza. A la izquierda, mirando apenado a Medea, Jasón, con barba y vistiendo solo un himatión caído que deja al descubierto su pecho. En este pasaje en la tragedia de Eurípides Jasón acaba de descubrir el crimen de su mujer y le recrimina su crueldad, mientras ella, desde el carro, le dice que lo ha hecho para hacerle daño y que no dejará que se acerque a los cadáveres.

En la mitología griega, Medea (del griego Μήδεια) era la hija de Eetes, rey de la Cólquida. En el mito de Jasón y los argonautas, ayuda a Jasón en su búsqueda del vellocino de oro. Más tarde se casa con él, pero acaba matando a sus hijos y a su otra esposa. Medea es conocida en la mayoría de las historias como hechicera y a menudo se la representa como sacerdotisa de la diosa Hécate. Aparece por primera vez en la Teogonía de Hesíodo hacia el año 700 a. C., pero es más conocida por la tragedia Medea de Eurípides y la epopeya Argonáuticas de Apolonio de Rodas.  
Hija del rey Eetes, es nieta mítica del dios del sol Helios y sobrina de Circe, una diosa hechicera. Según varias versiones era sacerdotisa de Hécate, a la que algunos consideran su madre y de la que se supone que aprendió los principios de la hechicería junto con su tía Circe. Así, Medea es el arquetipo de bruja o hechicera y comparte con Calipso y Circe, entre otras, su condición de mujer autónoma e inusual, contraria al prototipo ideal de la época. Desempeña asimismo el papel arquetípico de doncella ayudante, asistiendo a Jasón en su búsqueda del Vellocino de Oro. En dicha búsqueda, utiliza su magia para salvarle la vida y mata a su propio hermano para que Jasón pueda escapar. Una vez que éste termina su búsqueda, Medea abandona su hogar natal de la Cólquida y huye hacia el occidente con Jasón, donde con el tiempo se establecen en Corinto y se casan. 
Su personaje tendría una gran repercusión en generaciones posteriores, sobre todo de manos de autores trágicos de la talla de Eurípides (Medea) y Séneca.
La tragedia de Eurípides Medea, del siglo V a. C., describe el final de su unión con Jasón, cuando, tras diez años de matrimonio, Jasón pretende abandonarla para casarse con Creúsa, la hija del rey Creonte. Jasón argumenta que sus hijos tendrán un futuro mejor en la ciudad si él se casa con la hija del rey y sus hijos se quedan en la misma ciudad con él. Afirma que los votos sagrados que tiene con Medea pueden romperse porque ella es extranjera, lo que convierte su matrimonio en ilegítimo. El rey Creonte destierra a Medea de Corinto y el rey Egeo le ofrece refugio en Atenas después de que ella se ofrezca a ayudarle a conseguir un heredero con su magia.
En venganza contra Jasón, Medea asesina a sus propios hijos y a la nueva esposa de Jasón, la hija del rey Creonte, con una corona y unas vestiduras envenenadas para que Jasón se quede sin heredero y sin legado para el resto de su vida. Lo que sucede después varía según los relatos. Heródoto, en sus Historias, menciona que acabó abandonando Atenas y estableciéndose en la meseta irania entre los arios, que posteriormente cambiaron su nombre por el de medos. 

## Familia
Ya desde la Teogonía a Medea se la ha imaginado como descendiente de Helios. Por decisión de los dioses Eetes, soberano de la Cólquide, se desposó con Idía, oceánide de hermosas mejillas. De esta unión nacería Medea. Su hermana, al menos por parte de padre, es Calcíope o Yofosa. Apolonio dice que Eetes tomó como primera esposa a Asterodea, una ninfa del Cáucaso, con la que engendró a Apsirto, y más tarde se desposaría con Idía. En la Medea de Séneca se dice que Medea era hija del horroroso Fasis. Según una tradición, solo sostenida por Diodoro, Helios tuvo dos hijos, Eetes, rey de Cólquide, y Perses, rey de la Táurica. Hécate, hija de Perses y descubridora del acónito, se desposó con Eetes. Hijos de esta unión fueron Circe, Medea y Egialeo.  Versiones tardías nos dicen que Medea era una de las hijas de Sol.
En cuanto a su descendencia, ya en las versiones más arcaicas se nos dice que Medea y Jasón fueron padres de Medo, al que educó en las montañas Quirón. Otros dicen que Medeo también se llamaba Políxeno. La hermana de Medo se llamaba Eriópide o Eriopis.  Cuando Jasón quiso casarse con Glauce o Creúsa, hija de Creonte, Medea se vengó matando a los hijos que había tenido de Jasón, Mérmero y Feres.  Otros llaman a los niños Alcimenes y Tisandro y posteriormente fueron enterrados por Jasón en el santuario de Hera en Corinto.  Hermano de los anteriores fue Tétalo o Tésalo, y dicen que sobrevivió a su madre e incluso que gobernó después de Acasto. Otra fuente nos dice que de Jasón y Medea nacieron siete hijos y siete hijas pero no los citan.
Medea, desterrada de Corinto, llegó en busca de asilo a Atenas, al palacio de Egeo, hijo de Pandión, y con aquél se casó y engendró a Medo.  Este mató a su tío Perses y dio su nombre a la región de Media.  Cuando Medea murió, moró en los Campos Elíseos, donde vivió feliz para toda la eternidad. Según algunas fuentes, es posible que se casara con Aquiles.

## La huida de la Cólquida
Cuando Jasón y los argonautas llegaron a la Cólquida y reclamaron el vellocino de oro, el rey Eetes les prometió que se lo entregaría solo si eran capaces de realizar ciertas tareas. En primer lugar Jasón tenía que uncir dos bueyes que exhalaban llamaradas de fuego por la boca y arar un campo con ellos. Una vez arado, debería sembrar en los surcos los dientes de dragón que Eetes le dio. Jasón aceptó las condiciones, a pesar de que salir airoso de la prueba le parecía imposible.
Sin embargo Medea, traspasado su corazón por los dardos certeros de amor de Eros y aconsejada por su hermana (a cuyos hijos había salvado Jasón de perecer en la Isla de los Pájaros), visitó esa misma noche la tienda de Jasón y le proporcionó pociones y ungüentos mágicos, además de las instrucciones precisas para lograrlo. Invulnerable al fuego y poseedor de una fuerza sobrenatural, pudo el héroe someter a los bueyes y uncirlos al arado, roturando a continuación la porción de tierra acordada. Tras ello, y arrojados los dientes en los surcos, se retiró a observar cómo de cada diente surgía un soldado-esqueleto fuertemente armado. Después de esperar con paciencia a que se desarrollasen completamente un gran número de ellos, arrojó una enorme piedra entre los soldados, que no sabían quién la había arrojado, y lucharon encarnizadamente entre sí por hacerse con ella hasta la muerte. Finalmente, aún bajo los efectos de las pociones mágicas de Medea, Jasón acabó con los que quedaron en pie.
Tras salir airoso de esta prueba, Eetes se enfadó sobremanera y se negó a cumplir su parte del trato. Guiados entonces por Medea, los argonautas llegaron al bosque donde se escondía el vellocino de oro. Allí, Medea exhortó a los presentes a evitar ser hipnotizados no mirando a los ojos a su guardián, una serpiente enorme que jamás dormía. Ayudada de unas hierbas especiales y sus propios poderes hipnóticos, Medea logró dormirla, permitiendo así que Jasón cogiera el preciado trofeo y pudieran todos regresar con él a su patria. 
La expedición de los argonautas partió entonces con la compañía de Medea ya que, sabedora de que su traición nunca sería perdonada y enamorada perdidamente de Jasón, había rogado a cambio de sus servicios poder huir con la expedición. Jasón no solo había accedido, sino que le prometió hacerla su esposa, jurándole que le sería siempre fiel. Eetes mandó entonces a su hijo mayor Apsirto al frente de una gran flota a perseguirlos. Pero cuando logró al fin darles alcance, Jasón acordó con Apsirto entregar a Medea a cambio de poder continuar su viaje con el vellocino. Medea urdió entonces nuevamente una estratagema para que su hermanastro se presentase solo a la negociación, lo que aprovechó Jasón para asesinarle a traición y arrojar su cuerpo, en múltiples pedazos, al mar. El desconsolado Eetes tuvo que entretenerse recogiendo uno por uno los restos de su hijo, lo que dio ventaja a los argonautas para que pudieran escapar. 
Existen varias versiones acerca de la ruta que siguieron los argonautas a partir de entonces, ya que la versión que nos ha llegado se pone en duda al requerir un trayecto por tierra por media Europa (bien vadeando ríos navegables, bien arrastrando por tierra firme su nave Argos).
Cuando llegaron a Tesalia, Medea profetizó que el timonel del Argos, Eufemo, reinaría sobre Libia. Esta profecía se materializaría posteriormente en Bato, descendiente de Eufemo.

## La boda con Jasón
Una vez purificados ante los dioses por Circe del crimen de Apsirto, en su morada de la isla Eea, los argonautas fueron interceptados por los colcos que les perseguían en Córcira (Corfú), donde se encontraban los héroes bajo la protección del rey Alcínoo. Este, tras discurrir una solución, decide entregar a Medea a los perseguidores solo si conserva su doncellez, lo que le comunica en la intimidad de la alcoba a su esposa la reina Arete la noche previa al dictamen. Arete, cautivada por el encanto de Medea, da aviso de ello a los argonautas, que esa misma noche, en la cueva de Macris y sobre el propio vellocino, consumaron su matrimonio. De esta forma al día siguiente, cuando Alcínoo emitió su sentencia, los colcos no pudieron cumplir las órdenes de Eetes y frustrados se establecieron en la zona, temerosos de su venganza si volvían a la Cólquida a comunicarle la noticia.

## Tritón y Talos

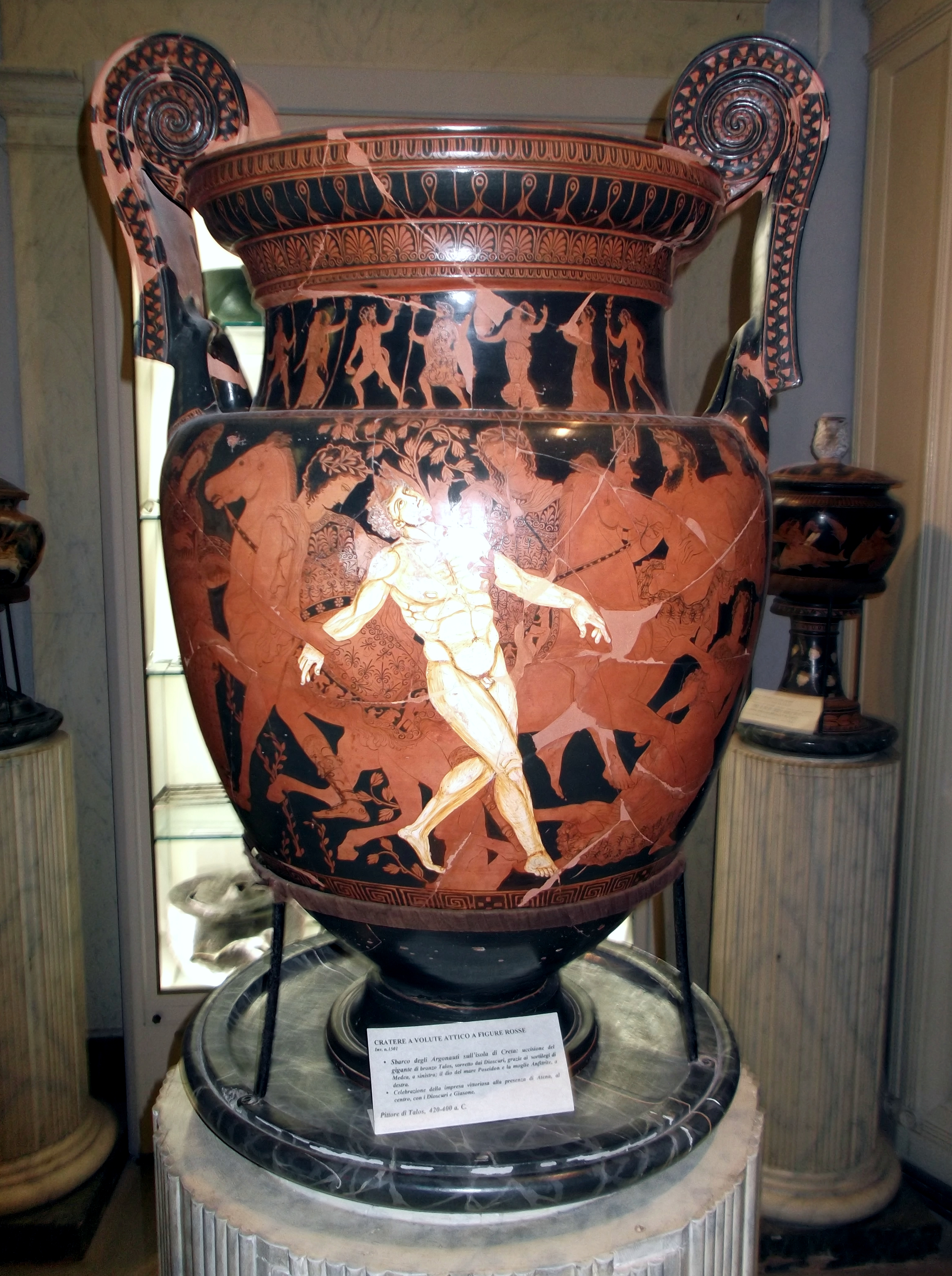
Esta es una cratera de volutas de figuras rojas atribuida al pintor de Talos y datada entre el 400 y el 390 a.C. Se conserva en el Museo Nazionale Jatta. En el cuerpo del vaso aparecen numerosos personajes. En posición central y destacando por su color blanco está el gigante Talos. Talos era un gigante autómata hecho de bronce que protegía la isla de Creta de los piratas o invasores. Su naturaleza broncínea explicaría el color distinto que tiene con respecto al resto de figuras representadas. Además destaca también frente a los demás personajes por su marcada anatomía. Está desnudo y mira hacia arriba como desmayándose, presumiblemente ya afectado por la poción de Medea. Es retenido por otros dos personajes, Cástor y Pólux, que reconocemos por las inscripciones con sus nombres. Ambos llevan corona de follaje, un chitón muy decorado y clámide. Pólux (izquierda) está bajando del caballo y lleva botas. Cástor (derecha) se mantiene encima del caballo. A la izquierda, con vestido y gorro oriental muy ornamentado está Medea, cuyo nombre también está inscrito. Sostiene un cuenco, de pie y mira fijamente a Talos. Al otro lado, a la derecha de Cástor, están sentados Poseidón y Anfitrite, contemplando la escena (también sus nombres están inscritos). Poseidón está coronado con laurel, barbado, viste un himatión que deja su pecho al descubierto y sostiene en la mano derecha el tridente. Anfitrite lleva en pelo recogido, una corona, viste un quitón y un himatión, apoya un brazo sobre Poseidón y con la otra mano sostiene un cetro. Ambos portan cetros en símbolo de majestad. Debajo una mujer huye dándose la vuelta, lleva corona de hiedra y chitón bordado.

Cuando los argonautas llegaron a Creta después de esperar a que Circe purificara a Medea por el asesinato de Apsirto y de atravesar el estrecho de Escila y Caribdis y sobrepasar los dominios de las sirenas, les fue imposible tomar tierra, pues la isla estaba custodiada por Talos, el gigante de bronce. Talos tenía una única vena en el tobillo, que estaba rematada por un clavo que evitaba que se le saliese la sangre. Medea echó un mal de ojo al gigante, que rozó su tobillo con el filo de un peñasco y se desangró. Pudieron así llegar a Creta.
Finalmente, estando ya cerca de su destino, la ciudad de Yolco, unos vientos arrastraron a la Argo hasta Libia, donde tras sufrir nuevas penalidades encontraron la fuente que Heracles hizo brotar de una patada cuando pasó por allí camino de completar una de sus tareas. Solo gracias a Tritón, que arrastró la nave a mar abierto, pudieron al fin seguir su camino.

## La muerte de Pelias
Cuando Jasón y Medea llegaron a Yolco, Pelias se negó a entregarle el trono, a pesar de que habían traído el vellocino. Medea conspiró entonces para que fueran las propias hijas de Pelias las que acabasen con él: caracterizada como una anciana sacerdotisa hiperbórea de la diosa Artemisa les demostró que se podía rejuvenecer a un anciano cortando la garganta de un viejo carnero y sumergiéndolo en un caldero. Pero cuando las hijas de Pelias, con la mejor intención, hicieron lo mismo con su padre, este no sobrevivió.

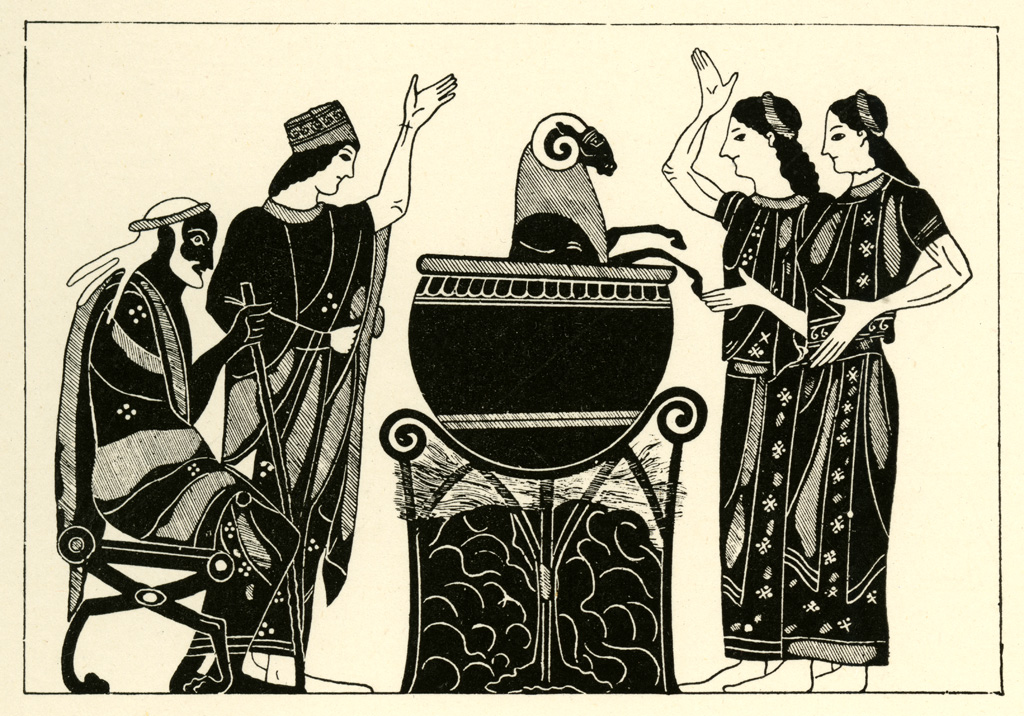
Este es un dibujo de una representación de una hidria de figuras negras datada entre el 510 y el 500 a.C, atribuida al grupo de Leagro, conservada en el Museo Británico de Londres. Vemos en el cuerpo del vaso, en posición central un trípode sobre el fuego y de este sale la cabeza y patas delanteras de un carnero. A cada lado del lebes vemos dos personajes. A la izquierda están Medea y Pelias. Medea tiene el pelo largo, viste un chitón y un himatión bordados y agita el brazo izquierdo por encima del lebes. Es el momento del mito en el que Medea demuestra a las hijas de Pelias cómo puede hacer rejuvenecer al carnero. Pelias está sentado, lleva barba y pelo largo blanco, signo de que es un hombre mayor, y porta un cetro en la mano izquierda, símbolo de poder. Viste un himatión bordado. Al otro lado del lebes está Jasón, arrodillado, con barba y desnudo, colocando un tronco sobre el fuego. A su lado, mirándolo con la mano izquierda extendida está una de las hijas de Pelias, como Medea, con el pelo largo, chitón y himatión bordado. El vaso está decorado con bordes de hiedra a los lados y capullos de loto en la parte inferior.

## Abandono de Jasón
A pesar de haberse librado ya de Pelias, los habitantes de Yolco aborrecieron el magnicidio y Jasón y Medea se vieron obligados a dejar Yolco partiendo hacia Corinto, llamados por los habitantes de esta ciudad sobre la que Medea pretendía tener derechos al trono. Allí vivieron durante diez años hasta que Jasón acordó con el rey Creonte abandonar a Medea, a la que el rey pretendía expulsar de Corinto, para unirse a su hija la princesa Creúsa. Medea entonces, arrastrada por la traición de Jasón, envió a Creúsa como regalo de bodas un manto de irresistible belleza. Cuando Creúsa lo recibió de manos de la sirvienta de Medea se lo puso de inmediato, liberando la magia contenida en él que la convirtió en una tela llameante. Las llamas la consumieron totalmente a ella y a su padre, Creonte, que se abalanzó sobre ella con intención de salvarla. 

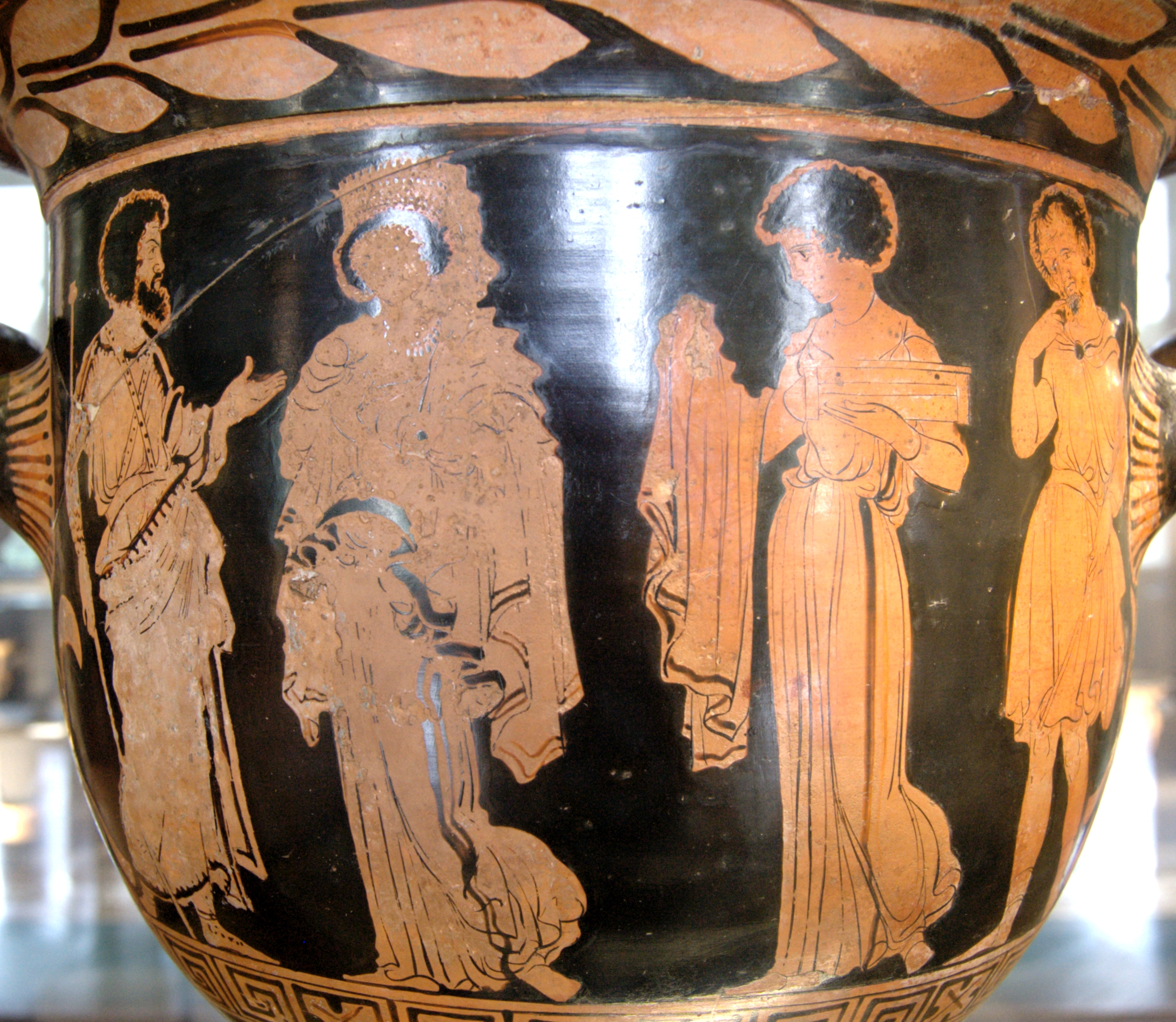
Esta es una crátera de campana apulia de figuras rojas datada alrededor del año 390 a. C. y conservada en el Museo Louvre de París. Está atribuida al pintor de Dolón. En el cuerpo del vaso encontramos cuatro personajes. Dos mujeres en el centro y un hombre a cada uno de los lados. La mujer que se encuentra a la izquierda viste un quitón y un himatión opulentos y lleva una tiara en la cabeza de la que cae un velo. Su vestimenta denota su posición social alta: sería la princesa Creusa. La mujer que está a su lado, sin embargo, lleva ropas mucho más sencillas, solo lleva un quitón y nada en la cabeza. Porta una caja en la mano izquierda y en la derecha un manto que extiende hacia Creusa. Esta mujer sería presumiblemente una sirvienta y le está haciendo entrega del regalo de bodas envenenado que manda Medea. El hombre de la derecha lleva barba, viste un himatión bordado y porta un cetro, distintivo de su posición de poder: sería el rey Creonte, el padre de Creusa. El hombre que se sitúa al otro lado lleva un chitoniscos sobrio y su expresión facial es apenada. La pintura representa, por lo tanto, los momentos previos a la muerte de Creusa y de su padre, Creonte.

A continuación Medea mató a los dos hijos que había tenido con Jasón, a sabiendas de que los corintios buscarían represalias contra ella y su estirpe luego del regicidio. Más tarde Jasón se lamenta por el fallecimiento de los niños.

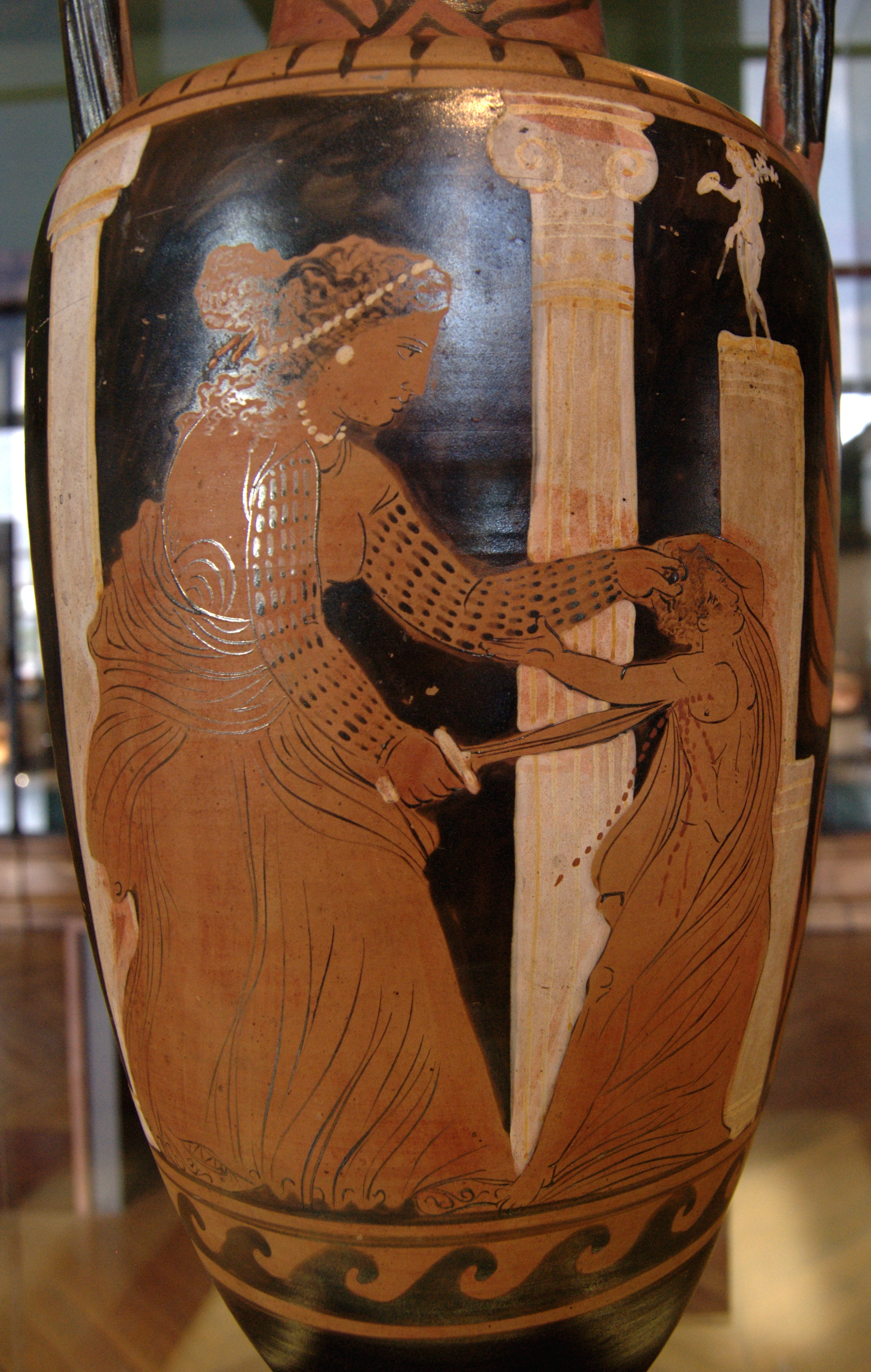
Esta es un ánfora de cuello de figuras rojas datada alrededor de 330 a. C. atribuida al pintor de Ixión, conservada en el Museo Louvre de París. En el cuerpo del ánfora hay dos personajes: Medea y uno de sus hijos. Medea viste un quitón con las mangas largas moteadas, signo de extranjería, pues Medea es procedente de la Cólquide. Lleva el cabello recogido y sujeta con la mano derecha una espada y con la izquierda la cabeza de su hijo. El niño, de considerable menor tamaño, mira hacia el lado contrario a su madre e intenta huir de la espada, agitando las manos. Solo viste un himatión que con el movimiento deja al descubierto su cuerpo desnudo. La escena tiene lugar en un interior, probablemente un templo, pues podemos ver detrás de los personajes dos columnas y una base en la que se apoya una estatuilla. En la versión corintia del mito, Medea lleva a cabo el asesinato de sus hijos dentro del templo de Hera, considerándolo una ofrenda. Sin embargo, en la tragedia de Eurípides el asesinato tiene lugar en el interior del palacio.

Tras el infanticidio Medea abandona Corinto en su carro de serpientes aladas, que le había regalado su abuelo Helios. Los habitantes de Corinto, bien en venganza por la muerte de Creonte o bien decepcionados por el comportamiento de Medea, trataron de apedrearla.
Una versión de la historia narra que los corintios fueron quienes mataron a los hijos de Medea, como castigo por el hechizo que ésta había realizado a Creúsa. Pero a su vez, como castigo, una epidemia fue acabando con todos los niños de la ciudad. Los corintios no se libraron de esta maldición hasta que, por consejo del oráculo de Delfos, realizaron sacrificios solemnes a los hijos de Medea y obligaron a los suyos a guardar luto. Eso justificaría que los dirigentes de Corinto, en el siglo V a. C., pagaran al dramaturgo Eurípides para que narrara la tragedia de Medea atribuyendo a la protagonista toda la lista de homicidios y lavando así la imagen de la ciudad. Esta manipulación acabaría con otras versiones que consideraban a Medea como una mujer virtuosa que no había cometido más pecado que profesar un profundo amor a su marido, que la abandonó injustamente.

## Medea y Heracles
Cuando Medea huyó de Corinto se propuso buscar a Heracles, pues este le había prometido auxilio en el caso de que Jasón dejara de cumplir con su palabra. Lo encontró en Tebas, pero la furia de Hera lo había enloquecido. Medea lo curó con sus remedios. Sin embargo, Euristeo apremiaba a Heracles para que cumpliera sus trabajos y Medea se resignó a que no sería ayudada por él.

## Medea en Atenas
Tras errar por distintos lugares en busca de protección, Medea llegó a la ciudad de Atenas, cuyo rey, Egeo, no solo le ofreció hospitalidad sino que se casó con ella con la esperanza de que sus hechicerías le permitieran concebir un hijo pese a lo avanzado de su edad. La hechicera cumplió sus expectativas, teniendo de él un hijo al que llamaron Medo.
Cuando Teseo, el hijo secreto de Egeo, llegó a Atenas dispuesto a que su padre lo reconociera como heredero, Medea lo tomó como una amenaza al futuro de su hijo e intentó envenenarlo. Pero Teseo la descubrió y acusada de cometer horribles crímenes y de brujería, Medea tuvo que huir de nuevo, esta vez con su hijo.

## Medea en el destierro
Una tradición indicaba que, tras huir precipitadamente de Atenas, Medea se refugió en Italia, donde enseñó a los nativos cómo encantar serpientes y ellos la venerarían como diosa, con el nombre de Angitia.
Al pasar por Tesalia (región llamada así por su hijo Tésalo), Medea compitió con Tetis en un certamen de belleza que presidía Idomeneo, rey de Creta. De allí pasó a Fenicia, donde se estableció un tiempo. Por último pasó a Asia superior, donde se casó con uno de los reyes más poderosos del lugar, al que sucedió en el trono. Algunos autores afirman que fue este, y no Egeo, el padre de Medo.
Habiéndose enterado de que su padre Eetes había sido destronado por su propio hermano Perses, Medea y su hijo acudieron en su ayuda. Medo mató a Perses y el país recibiría en su honor el nombre de Media.